# Gay Games

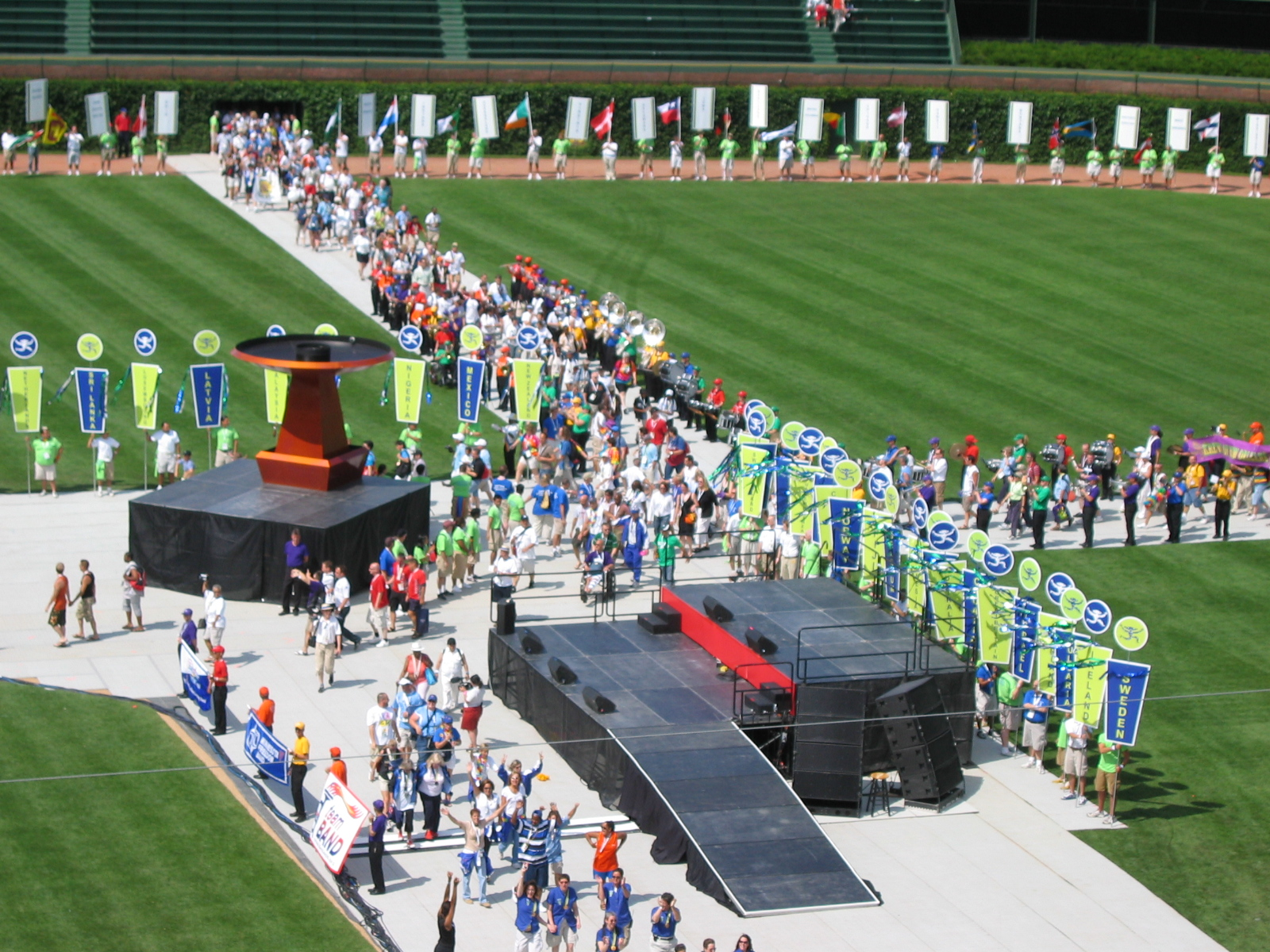
Optocht van Atleten bij de slotceremonie van de Gay Games 2006 in Chicago.

De Gay Games is het grootste lgbt-sport- en cultuurevenement ter wereld. Het evenement staat open voor ieder die wil deelnemen, ongeacht de seksuele oriëntatie. Het is een polysportief evenement, dat sinds 1982 elke vier jaar plaatsvindt. Het wordt georganiseerd onder het koepelverband van de 'Federation of Gay Games' (FGG), met name voor homoseksuele deelnemers. Er is echter geen beperking gesteld aan deelname en evenmin is kwalificatie vereist.

## Geschiedenis
Het sportevenement werd in 1980 in het leven geroepen door de Amerikaanse arts Tom Waddell (geboren onder de naam Thomas Flubacher, 1937-1987), een homoseksuele Olympische tienkamper. Zijn doel was het tot stand brengen van een sportevenement dat vrij was van homofobie. Oorspronkelijk zou het naar voorbeeld van de Olympische Spelen georganiseerde evenement 'Gay Olympics' heten, maar het Nationaal Olympisch Comité liet het gebruik van de naam 'Olympics' gerechtelijk verbieden.
De eerste Gay Games vonden plaats in 1982 in San Francisco, met een budget van 350.000 dollar. 1.350 deelnemers kwamen in zeventien takken van sport tegen elkaar uit. De organisator was toen nog de door Waddell opgerichte Organisatie 'San Francisco Arts and Athletics', die in 1989 in de FGG zou opgaan.
Het evenement is inmiddels uitgegroeid tot ongeveer 30 takken van sport met ongeveer 13.000 deelnemers. Het behoort tot de wereldwijd grootste breedtesporttoernooien. Naast het sportprogramma is er ook een omvangrijk cultuurprogramma met koor- en muziekuitvoeringen, tentoonstellingen en theater- en kleinkunstvoorstellingen. Het evenement begint met een openingsfeest en duurt in de regel een week. De afsluiting wordt gevormd door een slotceremonie met de overdracht van de symbolen aan de gastheer van de volgende spelen.
In 2006 kwam het tot een schisma. In het Canadese Montreal vonden, parallel met de Gay Games in Chicago, de eerste World Outgames plaats. Sinds 2009 worden deze in een verschoven ritme eveneens iedere vier jaar georganiseerd.
De Gay Games van 1998 in Amsterdam en 2002 in Sydney eindigden met een miljoenentekort. Ook de lokale organisatoren van de Gay Games in Keulen 2010 moesten in het jaar 2011 faillissement aanvragen. De organisatoren van de games van 2006 in Chicago maakten bekend dat zij geen verliezen hadden geleden.

## Overzicht
| Editie | Jaar | Locatie                                                           | Deelnemers | Motto                    |
| ------ | ---- | ----------------------------------------------------------------- | ---------- | ------------------------ |
| I      | 1982 | San Francisco, Verenigde Staten                                   | 1.350      | Challenge                |
| II     | 1986 | San Francisco, Verenigde Staten                                   | 3.500      | Triumph                  |
| III    | 1990 | Vancouver, Canada                                                 | 7.300      | Celebration              |
| IV     | 1994 | New York, Verenigde Staten                                        | 12.500     | Unity                    |
| V      | 1998 | Amsterdam, Nederland                                              | 13.000     | Friendship               |
| VI     | 2002 | Sydney, Australië                                                 | 11.000     | Under New Skies          |
| VII    | 2006 | Chicago, Verenigde Staten                                         | 12.000     | Where the World Meets    |
| VIII   | 2010 | Keulen, Duitsland                                                 | 12.000     | Be Part of It!           |
| IX     | 2014 | Cleveland, Verenigde Staten                                       | 10.000     | Culture Sports Diversity |
| X      | 2018 | Parijs, Frankrijk                                                 | 10.317     | All Equal                |
| XI     | 2022 | Hongkong, Speciale bestuurlijke regio van de Volksrepubliek China |            |                          |

Bi+ ·
Homoseksualiteit ·
Lesbianisme ·
Biseksualiteit ·
Panseksualiteit ·
Polyseksualiteit ·
Aseksualiteit ·
Demiseksualiteit ·
Queer ·
Questioning ·
Androfilie ·
Gynofilie
Cisgender
(Vrouw ·
Man) ·
Transgender
(Transvrouw ·
Transman ·
Transseksualiteit) ·
Intersekse ·
Tweeslachtigheid ·
Genderqueer ·
Questioning ·
Androgyn ·
Queer ·
Polygender
(Bigender ·
Trigender) ·
Pangender ·
Agender ·
Demigender
(Demigirl ·
Demiboy ·
Demifluïde ·
Demiflux ·
Demiandrogyn) ·
Neutrois ·
Genderfluïde
(Amorgender) ·
Genderflux ·
Intergender ·
Aporagender ·
Pocketgender ·
Derde geslacht ·
Butch en femme ·
Gendernon-conform ·
Queerheteroseksueel ·
Hijra ·
Two-spirit ·
Fa'afafine ·
Akava'ine ·
Androgynos ·
Bissu ·
Fakaleiti ·
Kathoey ·
Khanith ·
Mahu ·
Mak nyah ·
Muxe ·
Tomboy ·
Travesti ·
Tumtum ·
Winkte
Seksuologie ·
Genderstudies ·
Binaire geslachtsmodel ·
Genderspectrum ·
Lavendeltaalwetenschap ·
Lgbt-literatuur ·
Queerstudies ·
Queer theory
Postgenderisme ·
Feminisme
(Lesbisch feminisme ·
Transfeminisme) ·
Queercore
Oudheid:
Oude Rome ·
Oude Egypte
Vroegmoderne tijd:
Rusland
Moderne tijd:
Nazi-Duitsland ·
Rusland ·
Sovjet-Unie
Heden:
Nederland ·
Rusland ·
Sierra Leone
Roze driehoek ·
Regenboogvlag ·
Hanky code ·
Homomonument
Heteroseksisme
(Homofobie ·
Lesbofobie ·
Bifobie) ·
Genderisme
(Transfobie ·
Transmisogynie
Discriminatie van non-binaire personen ·
Cisseksisme) ·
Heteronormativiteit ·
Pinkwashing ·
Gay panic defense
(Trans panic defense) ·
Oppositie ·
LGBT ·
Homoseksualiteit in het leger
(Don't ask, don't tell) ·
Homoseksualiteit en religie
(Jodendom ·
Christendom ·
Islam ·
Bahai ·
Hindoeïsme ·
Boeddhisme ·
Sikhisme ·
Confucianisme ·
Shintoïsme ·
Taoïsme ·
Satanisme ·
Wicca ·
Unitair Universamisme ·
Scientology ·
Zoroastrisme) ·
Discriminatie tegen mensen met HIV ·
Doodstraf voor homoseksualiteit ·
Haatcriminaliteit ·
(Correctieve verkrachting ·
Antihomoseksueel geweld ·
Antihomoseksueel terrorisme) ·
Lgbt-gerelateerde zelfmoord ·
Conversietherapie (Homogenezing) ·
Schaal van Riddle
Arlington County vs. White ·
Artikel 248bis van het Wetboek van Strafrecht (Nederland) ·
Federal Marriage Amendment ·
Goodridge vs. Department of Public Health ·
Instructie inzake de criteria om roepingen te beoordelen van personen met homoseksuele neigingen met het oog op hun toelating tot het seminarie en de Heilige Wijdingen ·
Jogjakarta-beginselen ·
Jos Brink-prijs ·
Kentucky vs. Wasson ·
Lawrence v. Texas ·
Paragraaf 175 ·
Proposition 8 ·
Sectie 28 ·
Sodomiewetgeving
(Sodomiewetgeving in de Verenigde Staten) ·
Wolfenden Report
Bear ·
Crossdressing ·
(Travestie) ·
Gay Pride Parade ·
Homohoreca ·
Homo-icoon ·
Homo-ontmoetingsplaats ·
Lhbt-boekhandel ·
Outing ·
(Coming-out)
Holebi ·
Genderdysforie ·
Homoseksualiteit bij dieren ·
Safe-space